# Estadio Único Madre de Ciudades
Estadio Único Madre de Ciudades – stadion piłkarski w Santiago del Estero w Argentynie. Mecze na tym obiekcie rozgrywa klub piłkarski CA Central Córdoba.
Stadion jest jedną z aren Mistrzostw Świata U-20 w piłce nożnej 2023. Pojemność stadionu wynosi 30 000, a koszt realizacji budowy stadionu wyniósł 1,4 mld ARS.

## Architektura
Stadion został zbudowany w kształcie koła. Trybuny są oddalone od placu gry nierównomiernie – niektóre znajdują się 7 metrów od boiska, a inne – 25 metrów. Trybuny są strome. Dach został zbudowany z PCV.

## Położenie
Stadion mieści się przy ulicy Diego Armando Maradony w Santiago del Estero niedaleko rzeki Dulce. Znajduje się on:
- 150 metrów od stacji kolejowej
- 4 km od lotniska

## Mecze
Stadion jest jedną z aren Mistrzostw Świata U-20 w piłce nożnej 2023. Łącznie zaplanowano rozegranie tu 
| Grupa A 20 maja 2023 20:00 CET | Gwatemala U-20 | 0:1(0:0)Raport | Nowa Zelandia U-20 · 80' Garbett | Estadio Único Madre de Ciudades, Santiago del Estero Widzów: 15 100 Sędzia: Abongile Tom |
|                                |                |                |                                  |                                                                                          |

| Grupa A 20 maja 2023 23:00 CET | Argentyna U-20 · Véliz 27' · Carboni 41' | 2:1(2:1)Raport | Uzbekistan U-20 · 23' Makhamadjonov | Estadio Único Madre de Ciudades, Santiago del Estero Widzów: 37 233 Sędzia: François Letexier |
|                                |                                          |                |                                     |                                                                                               |

| Grupa A 23 maja 2023 20:00 CET | Uzbekistan U-20 | –Raport | Nowa Zelandia U-20 | Estadio Único Madre de Ciudades, Santiago del Estero |
|                                |                 |         |                    |                                                      |

| Grupa A 23 maja 2023 23:00 CET | Argentyna U-20 | –Raport | Gwatemala U-20 | Estadio Único Madre de Ciudades, Santiago del Estero |
|                                |                |         |                |                                                      |

| Grupa B 26 maja 2023 20:00 CET | Ekwador U-20 | –Raport | Fidżi U-20 | Estadio Único Madre de Ciudades, Santiago del Estero |
|                                |              |         |            |                                                      |

| Grupa A 26 maja 2023 23:00 CET | Uzbekistan U-20 | –Raport | Gwatemala U-20 | Estadio Único Madre de Ciudades, Santiago del Estero |
|                                |                 |         |                |                                                      |

| 1/8 finału 1 czerwca 2023 | brak flagi U-20 | – | brak flagi U-20 | Estadio Único Madre de Ciudades, Santiago del Estero |
|                           |                 |   |                 |                                                      |

| 1/8 finału 1 czerwca 2023 | brak flagi U-20 | – | brak flagi U-20 | Estadio Único Madre de Ciudades, Santiago del Estero |
|                           |                 |   |                 |                                                      |

| Ćwierćfinał 4 czerwca 2023 | brak flagi U-20 | – | brak flagi U-20 | Estadio Único Madre de Ciudades, Santiago del Estero |
|                            |                 |   |                 |                                                      |

| Ćwierćfinał 4 czerwca 2023 | brak flagi U-20 | – | brak flagi U-20 | Estadio Único Madre de Ciudades, Santiago del Estero |
|                            |                 |   |                 |                                                      |